# Nobuhisa Kojima
Nobuhisa Kojima (1933 – 21 marzo 2019) è stato un astronomo giapponese.
Si è interessato di astronomia fin da bambino autocostruendo i suoi strumenti con i quali ha realizzato le sue scoperte.

## Scoperte
Il 27 dicembre 1970 ha scoperto la cometa periodica 70P/Kojima, il 31 ottobre 1972 ha scoperto la cometa non periodica C/1972 U1 Kojima.
Ha compiuto la scoperta indipendente della supernova 2010gl.

## Riconoscimenti
Gli è stato dedicato un asteroide, 4351 Nobuhisa.